# Gaëtan Cathelineau
Pour les articles homonymes, voir Cathelineau.
Gaëtan Cathelineau né le 12 octobre 1787 à Montrichard et mort le 28 mai 1859 à Tours est un peintre et collectionneur d'œuvres d'art français.

## Biographie
Gaëtan Cathelineau est né le 12 octobre 1787 à Montrichard. Il est le fils de François Cathelineau et de Marie Madeleine Thomas.
Il est élève de Jacques-Louis David, puis professeur de dessin au collège royal de Tours de 1835 à 1858.
Cathelineau expose de 1819 à 1855 au Salon de Paris. Il peint notamment Un ermite en prière ; Le Moulin des Prés ; Ecce homo.
Il épouse Lambertine Angélique Pittoud.
Gaëtan Cathelineau meurt à son domicile à Tours le 28 mai 1859,.
Il lègue 50 tableaux de maîtres différents (Hubert Robert, Louis Cretey…), ainsi que onze de ses toiles au musée des Beaux-Arts de Tours.

## Œuvres dans les collections publiques
- Angers, musée des Beaux-Arts : Mendiant, peinture[1].
- Tours, musée des Beaux-Arts : onze peintures[1].